# Linjesender
Ein Linjesender war ein Langwellen-Rundfunksender kleinerer Leistung, der eine Stromleitung als Sendeantenne verwendete und in Norwegen weit verbreitet war.
Da in Norwegen wegen der gebirgigen Topographie viele Stromleitungen Täler oft in beachtlicher Höhe überqueren und somit ein gutes Abstrahlverhalten für Langwellensignale zeigen, bot sich diese Verwendung hierfür geradezu an.
Der Linjesender war eine der wenigen Anwendungen, welche die meistens störende Abstrahlung von PLC-Anlagen gezielt ausnutzte. Linjesender verwendeten Sendeleistungen zwischen 250 Watt und 2000 Watt.
Im Zeitalter des UKW-Rundfunks verloren Linjesender an Bedeutung. Der letzte derartige Sender wurde 1987 stillgelegt. 